# روابط ایران و لیبی در جنگ ایران و عراق
روابط ایران و لیبی در جنگ ایران و عراق به مجموعه کمک‌های نظامی و حمایت‌های دیپلماتیکی گفته می‌شود که حکومت لیبی در طول جنگ ایران و عراق از ایران بعمل می‌آورد. لیبی در کنار سوریه دو کشوری بودند که با حمایت از ایران در برابر حمله ارتش عراق، جنگ را از فرم یک منازعه بین نژاد فارس و نژاد عرب خارج کرد. ایران از طریق لیبی توانست به مجموعه‌ای از سلاح‌های پیشرفته ساخت شوروی دست یابد. اهم محموله‌های مبادله شده شامل مین دریایی و موشک زمین به زمین بود. اتحاد جماهیر شوروی هیچگاه در برابر فشارهای آمریکا، حاضر نشد مسئولیت فروش این تسلیحات به ایران را بپذیرد.
در پی ادامه ارسال کمک‌های نظامی لیبی به ایران، ایالات متحده آمریکا از ترکیه خواست پروازهای طرابلس-تهران را بر پرواز آسمان خود ممنوع کند. ایالات متحده آمریکا مدعی بود بر اساس اطلاعات بدست آمده توسط آژانس امنیت ملی ایالات متحده آمریکا ایران و لیبی توافق کردند به ازای فروش تسلیحات نظامی به ایران، ایران نیز در عوض تسلیحات شیمیایی در اختیار لیبی قرار دهد تا این کشور در جنگ با چاد از آن استفاده کند. آمریکا بارها به طور مستقیم و با واسطه از لیبی خواست که ارسال مین‌های دریایی پیشرفته را به ایران متوقف کند؛ اما لیبی همواره با آن درخواست‌ها مخالفت می‌کرد.
بنابر اظهارات هاشمی رفسنجانی، محسن رفیق‌دوست اصلی‌ترین واسطه برای خرید تجهیزات نظامی با لیبی به شمار می‌رفت. وی پیش از انتصابش به عنوان فرمانده سپاه پاسداران، روابط خوبی با سیاستمداران لیبیایی برقرار کرده بود و پس از انتصابش از وی به عنوان فرمانده سپاه پاسداران دعوت می‌شد که به لیبی سفر کند. وی در سفرهایش حامل پیامهای رئیس جمهور ایران برای خرید یا مبادله سلاح با کشور لیبی بود.
مهمترین فروش‌های تسلیحاتی لیبی به ایران در طول جنگ شامل این موارد می‌شد:
- ۱۳۰ دستگاه خودرو زرهی ئی‌ئی-۹ کاسکاول در سال ۱۹۸۰. این زره‌پوش‌های برزیلی به تازگی تحویل ارتش لیبی شده بود و احتمالا اصلا در ارتش لیبی از آن‌ها استفاده نکرده بود.
- ۶۰ دستگاه تانک تی-۵۴ دست‌دوم ساخت شوروی به عنوان کمک نظامی لیبی به ایران در سال ۱۹۸۲
- ۶۵ دستگاه تانک تی-۵۵ دست‌دوم ساخت شوروی به عنوان کمک نظامی لیبی به ایران در سال ۱۹۸۲
- ۶۵ دستگاه تانک تی-۶۲ دست‌دوم ساخت شوروی به عنوان کمک نظامی لیبی به ایران در سال ۱۹۸۲
- سه پرتابگر متحرک موشک بالستیک اسکاد-بی ساخت شوروی در سال ۱۹۸۵
- ۴۰ تیر موشک اسکاد-بی ساخت شوروی در سال‌های ۱۹۸۵ تا ۱۹۸۷